# Laudato si’
Laudato si’ (česky Tobě buď chvála) uvozuje a označuje v pořadí druhou encykliku papeže Františka. Encyklika má podtitul „O péči o společný domov“. Papež v ní kritizuje konzumismus a nezodpovědný rozvoj a vyzývá k „rychlé a jednotné globální akci“ a k boji proti zhoršování životního prostředí.
Encyklika ze dne 24. května 2015 byla oficiálně publikována na tiskové konferenci 18. června 2015. Dokument byl původně vydán v angličtině, arabštině, francouzštině, italštině, němčině, polštině, portugalštině a španělštině. Po Lumen fidei, která byla vydána v roce 2013, jde o druhou encykliku papeže Františka. Vzhledem k tomu, že Lumen fidei byla z velké části dílem Františkova předchůdce Benedikta XVI., je Laudato si' obecně považována za první encykliku, která je zcela Františkovým dílem.
V září 2015 vyšlo tiskem autorizované vydání v češtině a zároveň v září 2015 bylo dáno k dispozici zdarma v elektronické podobě. 2. vydání, kde jsou opraveny všechny dosud známé chyby a pasáže, které se podařilo vyjádřit lépe, vyšlo v únoru 2018 a je zatím dostupné jen v tištěné podobě.
V prosinci 2015 vyšel stručný souhrn hlavních myšlenek zaměřený spíše na technicky orientovanou veřejnost.

## Název
Název encykliky se odkazuje na verš svatého Františka z Assisi z jeho Chvály stvoření. Papež František řekl krátce po svém zvolení, že volba jeho papežského jména od byla inspirována tímto svatým, modelem dobrovolné chudoby a respektem ke stvoření: „František z Assisi je pro mě člověk chudoby, mírumilovný člověk, člověk, který miluje a chrání Stvoření; v současné době máme se Stvořením vztah, který není příliš dobrý, že?“

## Obsah
Dílo má 246 odstavců členěných do úvodu a šesti kapitol. Na konci encykliky jsou dvě modlitby – Modlitba za naši zem a Modlitba křesťanů a celého stvoření.
- Úvodní odstavce 1 až 16.[8]
  - Nic z tohoto světa nám není lhostejné
  - Spojeni toutéž starostí
  - Svatý František z Assisi
  - Moje výzva

- Kapitola první Co se děje našemu společnému domovu - odstavce 17 až 61.[9]
  - I. Znečištění a klimatická změna 
    - Znečištění, odpady a kultura typu „použij a vyhoď“
    - Klima jako obecné dobro

  - II. Otázka vody
  - III. Ztráta biodiverzity
  - IV. Zhoršení kvality lidského života a sociální úpadek
  - V. Globální nerovnost
  - VI. Nedostatečnost reakcí
  - VII. Různost názorů

- Kapitola druhá Evangelium stvoření - odstavce 62 až 100.[10]
  - I. Světlo nabízené vírou
  - II. Moudrost biblických příběhů
  - III. Tajemství veškerenstva
  - IV. Poselství každého tvora v harmonii stvoření
  - V. Univerzální společenství
  - VI. Sdílení společného bohatství
  - VII. Ježíšův pohled

- Kapitola třetí Lidský kořen ekologické krize - odstavce 101 až 136.[11]
  - I. Technologie: kreativita a moc
  - II. Globalizace technokratického paradigmatu
  - III. Krize a důsledky moderního antropocentrismu
    - Praktický relativismus
    - Nezbytnost hájit práci
    - Biologické inovace na základě výzkumu

- Kapitola čtvrtá Integrální ekologie - odstavce 137 až 162.[12]
  - I. Environmentální, ekonomická a sociální ekologie
  - II. Kulturní ekologie
  - III. Ekologie všedního života
  - IV. Princip obecného dobra
  - V. Mezigenerační spravedlnost

- Kapitola pátá Několik příkladů, jak se zorientovat a jak jednat - odstavce 163 až 201.[13]
  - I. Dialog o životním prostředí vedený v mezinárodní politice
  - II. Dialogem k nové národní a lokální politice
  - III. Dialog a transparentnost v rozhodovacích procesech
  - IV. Politika a ekonomika v dialogu za lidskou plnost
  - V. Světová náboženství v dialogu s vědami

- Kapitola šestá Ekologická výchova a spiritualita - odstavce 202 až 246.[7]
  - I. Zaměřit se na jiný styl života
  - II. Vychovávat ke smlouvě mezi lidstvem a životním prostředím
  - III. Ekologická konverze
  - IV. Radost a pokoj
  - V. Občanská a politická láska
  - VI. Svátostná znamení a sváteční odpočinek
  - VII. Trojice a vztah mezi tvory
  - VIII. Královna veškerého stvoření
  - IX. Z druhé strany Slunce

Modlitba za naši Zemi

Modlitba křesťanů a celého stvoření